# Ravn Alaska
Ravn Alaska is een Amerikaanse luchtvaartmaatschappij die een reeks vluchten in Alaska uitvoert. Tot 2014 heette de maatschappij Era Alaska. Era Alaska kwam ook voor in het realityprogramma Flying Wild Alaska van Discovery Channel.

## Vloot
| Vliegtuig                    | Totaal | Zitplaatsen |
| ---------------------------- | ------ | ----------- |
| Beechcraft 1900C             | 8      | 9-19        |
| Beechcraft 1900D             | 3      | 19          |
| DHC-8-Q100                   | 8      | 29-37       |
| Cessna 207                   | 20     | 6           |
| Cessna 208                   | 20     | 9           |
| Cessna 180                   | 1      | 5           |
| Piper PA-31 Chieftain        | 8      | 8           |
| Reims-Cessna F406 Caravan II | 4      | 9           |
| Short 330 Sherpa             | 2      | Vracht      |
| Totaal                       | 74     |             |